# Плюс один
«Плюс один» (англ. Plus One) — американська романтична кінокомедія 2019 року сценаристів, режисерів і продюсерів Джеффа Чана та Ендрю Раймера, яка стала для них дебютною стрічкою як режисерів, з Маєю Ерскін, Джеком Квейдом, Беком Беннеттом, Розалінд Чао, Перрі Рівз та Едом Беглі-молодшим у головних ролях.
Світова прем'єра фільму відбулась на кінофестивалі «Трайбека» 28 квітня 2019 року, де вона здобула приз глядацьких симпатій. Рейтинг фільму на сайті Rotten Tomatoes складає 89 % та має позначку «Сертифікований свіжий помідор».

## Сюжет
Бен та Еліс — давні друзі, які отримали купу запрошень на весілля своїх друзів. Оскільки вони самі не мають пару, друзі вирішують удавати себе закоханою парою. Однак це може для них стати нелегким випробуванням.

## У ролях
| Актор             | Роль                |
| ----------------- | ------------------- |
| Мая Ерскін        | Аліса               |
| Джек Квейд        | Бен                 |
| Ед Беглі молодший | Чак                 |
| Бек Беннетт       | Метт                |
| Фінн Віттрок      | Стів                |
| Джон Басс         | Картеллі            |
| Джессі Годжес     | Аманда              |
| Емма Белл         | Ідеальна діва честі |
| Перрі Рівз        | Джина               |
| Джефф Ворд        | Тревор              |
| Майя Казан        | Шайна               |
| Феліша Купер      | Кара                |
| Макс Дженкінс     | Нік                 |
| Анна Конкл        | Дженна              |

## Виробництво
У листопаді 2017 року було оголошено, що Мая Ерскін, Джек Квейд, Ед Беглі-молодший, Фінн Віттрок, Розалінд Чао, Перрі Рівз, Бек Беннетт та Джон Басс приєдналися до акторського складу фільму, а Джефф Чан та Ендрю Раймер стали режисерами стрічки за їхнім сценарієм. Бен Стіллер, Ніколас Вейнсток та Джекі Кон стали виконавчими продюсерами від кінокомпанії Red Hour Films. До них приєдналися Стю Поллард та Харріс Мак-Кейбі з компанії Lunacy Productions.

## Випуск
Світова прем'єра стрічки відбулась на кінофестивалі «Трайбека» 28 квітня 2019 року. На ньому вона отримала приз глядацьких симпатій. До цього RLJE Films придбала права на розповсюдження фільму в США. Він вийшов у вибраних кінотеатрах, VOD та Digital HD 14 червня 2019 року. Прокатом в Україні займалася компанія Svoe Kino.

## Сприйняття

### Критика
На вебсайті Rotten Tomatoes фільм має рейтинг 89 % на основі 46 рецензій із середньою оцінкою 7,36/10. Він позначений як «Сертифікований свіжий помідор». Критичний консенсус вебсайту зазначає: «„Плюс один“ підсилює ром-ком із розважливою погулянкою, чітко підібраними головними акторами та історією, яка охоплює та перевершує жанрові кліше».
Джон Фрош із «The Hollywood Reporter» зазначив, що головна передумова фільму — двоє людей, які ідеально створені один для одного, але не хочуть цього визнати: це є одним із наративних стовпів романтичної комедії, але в «Плюс один» бракує оригінальності, хоча фільм викликає теплоту та задоволення від перегляду. Сценаристи і режисери Джефф Чан та Ендрю Раймер мають чуйне відчуття темпу і хороший смак у жартах. Найголовніше, що вони залишають місце для двох своїх головних героїв, коли вони дражнять або катують один одного.

### Номінації та нагороди
| Нагороди та номінації фільму «Плюс один» | Нагороди та номінації фільму «Плюс один» | Нагороди та номінації фільму «Плюс один» | Нагороди та номінації фільму «Плюс один» | Нагороди та номінації фільму «Плюс один» | Нагороди та номінації фільму «Плюс один» |
| Рік                                      | Кінофестиваль/кінопремія                 | Категорія/нагорода                       | Номінант                                 | Результат                                |                                          |
| ---------------------------------------- | ---------------------------------------- | ---------------------------------------- | ---------------------------------------- | ---------------------------------------- | ---------------------------------------- |
| 2019                                     | «Трайбека»                               | Приз глядацьких симпатій                 | Джефф Чан, Ендрю Раймер                  | Перемога                                 |                                          |